# Krasnojarsk-Passażyrskij
Krasnojarsk Passażyrskij (ros: Красноярск-Пассажирский) – stacja kolejowa w Krasnojarsku, w Kraju Krasnojarskim, w Rosji. Znajduje się na trasie kolei transsyberyjskiej, 4098 km od Moskwy, w zakresie kolejowego miasta Krasnojarsk. Stacja została otwarta w 1895.
Stacja ma 6 torów, które są ponumerowane od dworca w następujący sposób: 5, 3, 1, 2, 6, 8. Ostatnie dwa są zwykle wykorzystywane przez pociągi rozpoczynające kurs. Czasami przybywa pociąg pocztowo-bagażowy. Te tory są podzielone na partycje, co pozwala na zagospodarowanie każdego toru w ten sposób, że mogą z niego korzystać dwa pociągi w tym samym czasie.
Istnieje jeden peron połączony z budynkeim dworca i trzy perony wyspowe. Perony wyspowe są połączone z budynkiem dworca tunelem dla pieszych (zbudowanym w 1956) i naziemnymi przejściami. Część przejścia, które znajduje się nad torami, jest pokryte i przeszklone.
Budynek dworca przeszedł gruntowny remont w 2004 roku.